# Billie Jean King Cup 2024
La Billie Jean King Cup 2024 è stata la 61ª edizione del più importante torneo tennistico per nazionali femminili e si è tenuta dal 12 aprile al 20 novembre 2024.
Il Canada, campione in carica è stato eliminato ai quarti di finale dal Regno Unito.
Il torneo è stato vinto dall'Italia, al suo quinto successo nella competizione, che ha battuto in finale la Slovacchia.

## Finali
Data: 12-20 novembre 2024
Impianto: Malaga, Spagna
Superficie: Cemento (indoor)
Alle finali parteciperanno 12 squadre:
- le 2 finaliste della Billie Jean King Cup 2023 (Canada e Italia);
- il paese organizzatore;
- una wild card;
- le 8 vincitrici delle qualificazioni.

| Partecipanti                                                                                        | Partecipanti   | Partecipanti | Partecipanti | Partecipanti | Partecipanti |
| Australia                                                                                           | Canada (TH)    | Germania     | Giappone     | Italia (F)   | Polonia      |
| Regno Unito                                                                                         | Rep. Ceca (WC) | Romania      | Slovacchia   | Spagna (H)   | Stati Uniti  |
| --------------------------------------------------------------------------------------------------- | -------------- | ------------ | ------------ | ------------ | ------------ |
| H = Paese ospitante, TH = Detentrice del titolo, F = Finalista dell'ultima edizione, WC = Wild card |                |              |              |              |              |

### Tabellone
Le prime quattro teste di serie hanno ricevuto un bye.
1. Canada (quarti di finale)
2. Rep. Ceca (quarti di finale)

1. Italia (Campionesse)
2. Australia (quarti di finale)

|  | Primo turno | Primo turno | Primo turno |             |             | Quarti di finale | Quarti di finale | Quarti di finale |  |  | Semifinale | Semifinale | Semifinale |  |  | Finale | Finale | Finale |  |
|  |             |             |             |             |             |                  |                  |                  |  |  |            |            |            |  |  |        |        |        |  |
|  |             |             |             |             |             | 1                | Canada           | 0                |  |  |            |            |            |  |  |        |        |        |  |
|  |             |             |             |             |             | 1                | Canada           | 0                |  |  |            |            |            |  |  |        |        |        |  |
|  |             |             |             | Regno Unito | 2           |                  |                  |                  |  |  |            |            |            |  |  |        |        |        |  |
|  |             | Germania    | 0           | Regno Unito | 2           |                  |                  |                  |  |  |            |            |            |  |  |        |        |        |  |
|  |             |             |             |             |             |                  |                  |                  |  |  |            |            |            |  |  |        |        |        |  |
|  |             | Regno Unito | 2           |             |             |                  |                  |                  |  |  |            |            |            |  |  |        |        |        |  |
|  |             | Regno Unito | 2           |             | Regno Unito | 1                |                  |                  |  |  |            |            |            |  |  |        |        |        |  |
|  |             |             |             |             |             |                  |                  |                  |  |  |            |            |            |  |  |        |        |        |  |
|  |             |             |             | Slovacchia  | 2           |                  |                  |                  |  |  |            |            |            |  |  |        |        |        |  |
|  |             |             |             | Slovacchia  | 2           |                  |                  |                  |  |  |            |            |            |  |  |        |        |        |  |
|  |             |             |             |             |             |                  |                  |                  |  |  |            |            |            |  |  |        |        |        |  |
|  |             |             |             |             |             |                  |                  |                  |  |  |            |            |            |  |  |        |        |        |  |
|  |             | 4           | Australia   | 0           |             |                  |                  |                  |  |  |            |            |            |  |  |        |        |        |  |
|  |             |             |             | 0           |             |                  |                  |                  |  |  |            |            |            |  |  |        |        |        |  |
|  |             |             |             | Slovacchia  | 2           |                  |                  |                  |  |  |            |            |            |  |  |        |        |        |  |
|  |             | Slovacchia  | 2           | Slovacchia  | 2           |                  |                  |                  |  |  |            |            |            |  |  |        |        |        |  |
|  |             |             |             |             |             |                  |                  |                  |  |  |            |            |            |  |  |        |        |        |  |
|  |             | Stati Uniti | 1           |             |             |                  |                  |                  |  |  |            |            |            |  |  |        |        |        |  |
|  |             | Stati Uniti | 1           |             | Slovacchia  | 0                |                  |                  |  |  |            |            |            |  |  |        |        |        |  |
|  |             |             |             |             |             |                  |                  |                  |  |  |            |            |            |  |  |        |        |        |  |
|  |             |             | 3           | Italia      | 2           |                  |                  |                  |  |  |            |            |            |  |  |        |        |        |  |
|  |             | Spagna      | 3           | Italia      | 2           | 0                |                  |                  |  |  |            |            |            |  |  |        |        |        |  |
|  |             |             |             |             |             | 0                |                  |                  |  |  |            |            |            |  |  |        |        |        |  |
|  |             | Polonia     | 2           |             |             |                  |                  |                  |  |  |            |            |            |  |  |        |        |        |  |
|  |             | Polonia     | 2           |             | Polonia     | 2                |                  |                  |  |  |            |            |            |  |  |        |        |        |  |
|  |             |             |             |             | Polonia     | 2                |                  |                  |  |  |            |            |            |  |  |        |        |        |  |
|  |             |             | 2           | Rep. Ceca   | 1           |                  |                  |                  |  |  |            |            |            |  |  |        |        |        |  |
|  |             |             |             | Rep. Ceca   | 1           |                  |                  |                  |  |  |            |            |            |  |  |        |        |        |  |
|  |             |             |             |             |             |                  |                  |                  |  |  |            |            |            |  |  |        |        |        |  |
|  |             |             |             |             |             |                  |                  |                  |  |  |            |            |            |  |  |        |        |        |  |
|  |             |             | Polonia     | 1           |             |                  |                  |                  |  |  |            |            |            |  |  |        |        |        |  |
|  |             |             |             |             |             |                  |                  |                  |  |  |            |            |            |  |  |        |        |        |  |
|  |             |             | 3           | Italia      | 2           |                  |                  |                  |  |  |            |            |            |  |  |        |        |        |  |
|  |             | Giappone    | 3           | Italia      | 2           | 2                |                  |                  |  |  |            |            |            |  |  |        |        |        |  |
|  |             |             |             |             |             | 2                |                  |                  |  |  |            |            |            |  |  |        |        |        |  |
|  |             | Romania     | 1           |             |             |                  |                  |                  |  |  |            |            |            |  |  |        |        |        |  |
|  |             | Romania     | 1           |             | Giappone    | 1                |                  |                  |  |  |            |            |            |  |  |        |        |        |  |
|  |             |             |             |             | Giappone    | 1                |                  |                  |  |  |            |            |            |  |  |        |        |        |  |
|  |             |             | 3           | Italia      | 2           |                  |                  |                  |  |  |            |            |            |  |  |        |        |        |  |

## Qualificazioni
Data: 12-13 aprile 2024
Sedici squadre si sono affrontate per gli otto posti nelle finali:
- 8 classificate tra il terzo e il dodicesimo posto nelle finali della Billie Jean King Cup 2023;
- 8 vincitrici dei play-off del 2023.

Squadre che disputeranno le qualificazioni
Tra parentesi la posizione occupata nella classifica a squadre di Billie Jean King Cup il 13 novembre 2023.
Teste di serie
- Australia (2ª)
- Svizzera (3ª)
- Francia (6ª)
- Stati Uniti (8ª)
- Kazakistan (9ª)
- Germania (10ª)
- Slovacchia (11ª)
- Romania (12ª)

Non teste di serie
- Belgio (13ª)
- Slovenia (14ª)
- Gran Bretagna (15ª)
- Brasile (16ª)
- Polonia (17ª)
- Ucraina (18ª)
- Messico (19ª)
- Austria (20ª)

Le 8 squadre vincenti si qualificheranno per le finali, mentre le 8 perdenti disputeranno i play-off.
| Squadra di casa | Punteggio | Squadra ospite | Luogo                 | Stadio                | Superficie      |
| --------------- | --------- | -------------- | --------------------- | --------------------- | --------------- |
| Australia       | 4–0       | Messico        | Brisbane              | Pat Rafter Arena      | Cemento         |
| Svizzera        | 0–4       | Polonia        | Bienne                | Swiss Tennis Arena    | Cemento (i)     |
| Francia         | 1–3       | Gran Bretagna  | Le Portel             | Le Chaudron           | Terra rossa (i) |
| Stati Uniti     | 4–0       | Belgio         | Orlando               | USTA National Campus  | Cemento         |
| Giappone        | 3–1       | Kazakistan     | Tokyo                 | Ariake Coliseum       | Cemento (i)     |
| Brasile         | 1–3       | Germania       | San Paulo             | Ginásio do Ibirapuera | Terra rossa (i) |
| Slovacchia      | 4–0       | Slovenia       | Bratislava            | NTC Arena             | Cemento (i)     |
| Ucraina         | 2–3       | Romania        | Fernandina Beach, USA | Racquet Park Drive    | Terra rossa     |

## Play-off
Data: 15-17 novembre 2024
Sedici squadre si affronteranno per otto posti nelle qualificazioni 2025:
- 8 perdenti delle qualificazioni di questa edizione;
- 8 vincitrici delle zone di Gruppo I.

Sconfitte alle qualificazioni
- Belgio (17ª)
- Brasile (19ª)
- Francia (14ª)
- Kazakistan (13ª)
- Messico (20ª)
- Slovenia (16ª)
- Svizzera (7ª)
- Ucraina (18ª)

Vincitrici delle zone di Gruppo I
- Argentina (22ª)
- Austria (24ª)
- Cina (23ª)
- Colombia (25ª)
- Danimarca (33ª)
- Corea del Sud (32ª)
- Paesi Bassi (21ª)
- Serbia (26ª)

Le 8 squadre vincenti saranno ammesse alle qualificazioni della prossima edizione, mentre le 8 perdenti retrocederanno nel Gruppo I della rispettiva zona.
| Squadra di casa | Punteggio | Squadra ospite | Luogo         | Stadio                                       | Superficie      |
| --------------- | --------- | -------------- | ------------- | -------------------------------------------- | --------------- |
| Svizzera        | 4–0       | Serbia         | Bienne        | Swiss Tennis Arena                           | Cemento (i)     |
| Kazakistan      | 3–1       | Corea del Sud  | Astana        | National Tennis Center (Beeline Arena)       | Cemento (i)     |
| Colombia        | 3–2       | Francia        | Bogotà        | Hatogrande Country Club                      | Terra rossa     |
| Slovenia        | 1–3       | Paesi Bassi    | Velenje       | Bela dvorana Velenje                         | Terra rossa (i) |
| Cina            | 3–2       | Belgio         | Guangzhou     | Guangzhou Nansha International Tennis Center | Cemento         |
| Ucraina         | 3–2       | Austria        | McKinney, USA | The Courts McKinney                          | Cemento (i)     |
| Brasile         | 3–2       | Argentina      | San Paolo     | Ginásio Ibirapuera                           | Terra rossa (i) |
| Danimarca       | 3–2       | Messico        | Farum         | Farum Arena                                  | Cemento (i)     |

## Zona Americana

### Gruppo I
Data: 8-13 aprile 2024

Impianto: Club Los Lagartos, Bogotà, Colombia

Superficie: terra rossa

| Pos | Squadra      | G | V | P | PF | PS | Promozione o retrocessione    |
| --- | ------------ | - | - | - | -- | -- | ----------------------------- |
| 1   | Colombia (H) | 5 | 4 | 1 | 12 | 3  | Ammesse ai play-off 2024      |
| 2   | Argentina    | 5 | 4 | 1 | 12 | 3  | Ammesse ai play-off 2024      |
| 3   | Venezuela    | 5 | 3 | 2 | 6  | 9  |                               |
| 4   | Cile         | 5 | 3 | 2 | 8  | 7  |                               |
| 5   | Perù         | 5 | 1 | 4 | 4  | 11 | Retrocesse nel Gruppo II 2025 |
| 6   | Ecuador      | 5 | 0 | 5 | 3  | 12 | Retrocesse nel Gruppo II 2025 |

### Gruppo II
Data: 22-27 luglio 2024
Impianto: Centro Nacional de Tenis Parque del Este, Santo Domingo, Repubblica Dominicana
Superficie: Cemento
Squadre partecipanti
- Bolivia
- Cuba
- Rep. Dominicana
- Guatemala

- Honduras
- Paraguay
- Porto Rico
- Uruguay

### Gruppo III
Data: TBD
Impianto: TBD
Superficie: TBD
Squadre partecipanti
- Antigua e Barbuda
- Aruba
- Bahamas
- Barbados
- Bermuda
- Costa Rica

- El Salvador
- Giamaica
- Isole Vergini Americane
- Panama
- Trinidad e Tobago
- Saint Lucia

Squadre inattive
- Organizzazione degli Stati dei Caraibi Orientali
- Haiti

## Zona Asia/Oceania

### Gruppo I
Data: 8-13 aprile 2024

Impianto: Moon Island Clay Park, Changsha, Cina

Superficie: terra rossa

| Pos | Squadra               | G | V | P | PF | PS | Promozione o retrocessione    |
| --- | --------------------- | - | - | - | -- | -- | ----------------------------- |
| 1   | Cina (H)              | 5 | 5 | 0 | 13 | 2  | Ammesse ai play-off 2024      |
| 2   | Corea del Sud         | 5 | 3 | 2 | 11 | 4  | Ammesse ai play-off 2024      |
| 3   | India                 | 5 | 3 | 2 | 8  | 7  |                               |
| 4   | Nuova Zelanda         | 5 | 3 | 2 | 7  | 8  |                               |
| 5   | Taipei cinese         | 5 | 1 | 4 | 5  | 9  | Retrocesse nel Gruppo II 2025 |
| 6   | Comunità del Pacifico | 5 | 0 | 5 | 0  | 14 | Retrocesse nel Gruppo II 2025 |

### Gruppo II
Data: 15-20 luglio 2024
Impianto: Tun Razak National Tennis Centre, Kuala Lumpur, Malaysia
Superficie: Cemento
Squadre partecipanti
- Hong Kong
- Indonesia
- Iran
- Kirghizistan
- Malaysia
- Mongolia

- Pakistan
- Singapore
- Sri Lanka
- Thailandia
- Uzbekistan

### Gruppo III
Data: TBD
Impianto: TBD
Superficie: TBD
Squadre partecipanti
- Arabia Saudita
- Bahrein
- Bhutan
- Birmania
- Brunei
- Filippine
- Guam
- Iraq
- Isole Marianne Settentrionali

- Laos
- Macao
- Maldive
- Nepal
- Qatar
- Tagikistan
- Turkmenistan
- Vietnam

## Zona Europa/Africa

### Gruppo I
Data: 8-13 aprile 2024
Impianto: Complexo de tenis do Jamor, Oeiras, Portogallo
Superficie: terra rossa

#### Pool A
| Pos | Squadra   | G | V | P | PF | PS | Promozione o retrocessione               |     | AUT | DNK | BUL | HUN |
| --- | --------- | - | - | - | -- | -- | ---------------------------------------- | --- | --- | --- | --- | --- |
| 1   | Austria   | 3 | 2 | 1 | 5  | 4  | Ammessa ai play-off 2024                 |     | —   | 2–1 | 1–2 | 2–1 |
| 2   | Danimarca | 3 | 2 | 1 | 5  | 4  | Ammessa allo spareggio per la promozione |     | 1–2 | —   | 2–1 | 2–1 |
| 3   | Bulgaria  | 3 | 1 | 2 | 4  | 5  |                                          |     | 2–1 | 1–2 | —   | 1–2 |
| 4   | Ungheria  | 3 | 1 | 2 | 4  | 5  |                                          | 1–2 | 1–2 | 2–1 | —   |     |

#### Pool B
| Pos | Squadra        | G | V | P | PF | PS | Promozione o retrocessione               |     | NLD | LAT | TUR | POR |
| --- | -------------- | - | - | - | -- | -- | ---------------------------------------- | --- | --- | --- | --- | --- |
| 1   | Paesi Bassi    | 3 | 3 | 0 | 7  | 2  | Ammessa ai play-off 2024                 |     | —   | 2–1 | 2–1 | 3–0 |
| 2   | Lettonia       | 3 | 2 | 1 | 6  | 3  | Ammessa allo spareggio per la promozione |     | 1–2 | —   | 2–1 | 3–0 |
| 3   | Turchia        | 3 | 1 | 2 | 4  | 5  |                                          |     | 1–2 | 1–2 | —   | 2–1 |
| 4   | Portogallo (H) | 3 | 0 | 3 | 1  | 8  |                                          | 0–3 | 0–3 | 1–2 | —   |     |

#### Pool C
| Pos | Squadra  | G | V | P | PF | PS | Promozione o retrocessione               |     | SRB | GRC | SWE | NOR |
| --- | -------- | - | - | - | -- | -- | ---------------------------------------- | --- | --- | --- | --- | --- |
| 1   | Serbia   | 3 | 3 | 0 | 8  | 1  | Ammessa ai play-off 2024                 |     | —   | 2–1 | 3–0 | 3–0 |
| 2   | Grecia   | 3 | 2 | 1 | 6  | 3  | Ammessa allo spareggio per la promozione |     | 1–2 | —   | 2–1 | 3–0 |
| 3   | Svezia   | 3 | 1 | 2 | 3  | 6  |                                          |     | 0–3 | 1–2 | —   | 2–1 |
| 4   | Norvegia | 3 | 0 | 3 | 1  | 8  |                                          | 0–3 | 0–3 | 1–2 | —   |     |

#### Spareggi
| Squadra 1     | Punteggio   | Squadra 2   |
| Primo posto   | Primo posto | Primo posto |
| ------------- | ----------- | ----------- |
| Paesi Bassi   | 2–1         | Serbia      |
| Austria       | 3–0         | Serbia      |
| Austria       | 1–2         | Paesi Bassi |
| Promozione    |             |             |
| Lettonia      | 0–3         | Grecia      |
| Danimarca     | 2–1         | Grecia      |
| Danimarca     | 2–0         | Lettonia    |
| Settimo posto |             |             |
| Turchia       | 2–1         | Svezia      |
| Ungheria      | 3–0         | Svezia      |
| Ungheria      | 0–3         | Turchia     |
| Salvezza      |             |             |
| Portogallo    | 2–1         | Norvegia    |
| Bulgaria      | 2–1         | Norvegia    |
| Bulgaria      | 1–2         | Portogallo  |

##### Classifica finale
| Pos | Squadra     | Risultato                        |
| --- | ----------- | -------------------------------- |
| 1   | Paesi Bassi | Promosse ai play-off 2024        |
| 2   | Austria     | Promosse ai play-off 2024        |
| 3   | Serbia      | Promosse ai play-off 2024        |
| 4   | Danimarca   | Promosse ai play-off 2024        |
| 5   | Grecia      | Ammesse al Gruppo I nel 2025     |
| 6   | Lettonia    | Ammesse al Gruppo I nel 2025     |
| 7   | Turchia     | Ammesse al Gruppo I nel 2025     |
| 8   | Ungheria    | Ammesse al Gruppo I nel 2025     |
| 9   | Svezia      | Ammesse al Gruppo I nel 2025     |
| 10  | Portogallo  | Ammesse al Gruppo I nel 2025     |
| 11  | Bulgaria    | Retrocesse al Gruppo II nel 2025 |
| 12  | Norvegia    | Retrocesse al Gruppo II nel 2025 |

### Gruppo II
Data: 8-13 aprile 2024
Impianto: SEB Arena, Vilnius, Lituania
Superficie: terra rossa

#### Pool A
| Pos | Squadra            | G | V | P | PF | PS | Promozione o retrocessione               |  | CRO | MKD | EST |
| --- | ------------------ | - | - | - | -- | -- | ---------------------------------------- |  | --- | --- | --- |
| 1   | Croazia            | 2 | 2 | 0 | 6  | 0  | Ammesse allo spareggio per la promozione |  | —   | 3–0 | 3–0 |
| 2   | Macedonia del Nord | 2 | 1 | 1 | 2  | 4  | Ammesse allo spareggio per la promozione |  | 0–3 | —   | 2–1 |
| 3   | Estonia            | 2 | 0 | 2 | 1  | 5  |                                          |  | 0–3 | 1–2 | —   |

#### Pool B
| Pos | Squadra              | G | V | P | PF | PS | Promozione o retrocessione               |     | LTU | ISR | BIH | MAR |
| --- | -------------------- | - | - | - | -- | -- | ---------------------------------------- | --- | --- | --- | --- | --- |
| 1   | Lituania (H)         | 3 | 3 | 0 | 6  | 3  | Ammessa allo spareggio per la promozione |     | —   | 2–1 | 2–1 | 2–1 |
| 2   | Israele              | 3 | 1 | 2 | 5  | 4  | Ammessa allo spareggio per la promozione |     | 1–2 | —   | 3–0 | 1–2 |
| 3   | Bosnia ed Erzegovina | 3 | 1 | 2 | 4  | 5  |                                          |     | 1–2 | 0–3 | —   | 3–0 |
| 4   | Marocco              | 3 | 1 | 2 | 3  | 6  |                                          | 1–2 | 2–1 | 0–3 | —   |     |

#### Pool C
| Pos | Squadra | G | V | P | PF | PS | Promozione o retrocessione               |     | EGY | GEO | KOS | MLT |
| --- | ------- | - | - | - | -- | -- | ---------------------------------------- | --- | --- | --- | --- | --- |
| 1   | Egitto  | 3 | 2 | 1 | 7  | 2  | Ammessa allo spareggio per la promozione |     | —   | 1–2 | 3–0 | 3–0 |
| 2   | Georgia | 3 | 2 | 1 | 6  | 3  | Ammessa allo spareggio per la promozione |     | 2–1 | —   | 1–2 | 3–0 |
| 3   | Kosovo  | 3 | 2 | 1 | 5  | 4  |                                          |     | 0–3 | 2–1 | —   | 3–0 |
| 4   | Malta   | 3 | 0 | 3 | 0  | 9  |                                          | 0–3 | 0–3 | 0–3 | —   |     |

#### Spareggi
| Squadra 1            | Punteggio  | Squadra 2            |
| Promozione           | Promozione | Promozione           |
| -------------------- | ---------- | -------------------- |
| Lituania             | 2–1        | Egitto               |
| Croazia              | 3–0        | Egitto               |
| Croazia              | 2–0        | Lituania             |
| Quarto posto         |            |                      |
| Israele              | 2–1        | Georgia              |
| Macedonia del Nord   | 2–1        | Georgia              |
| Macedonia del Nord   | 2–1        | Israele              |
| Settimo posto        |            |                      |
| Bosnia ed Erzegovina | 2–1        | Kosovo               |
| Estonia              | 3–0        | Kosovo               |
| Estonia              | 2–1        | Bosnia ed Erzegovina |
| Decimo posto         |            |                      |
| Marocco              | 3–0        | Malta                |

##### Classifica finale
| Pos | Squadra              | Risultato                         |
| --- | -------------------- | --------------------------------- |
| 1   | Croazia              | Promosse al Gruppo I nel 2025     |
| 2   | Lituania             | Promosse al Gruppo I nel 2025     |
| 3   | Egitto               | Ammesse al Gruppo II nel 2025     |
| 4   | Macedonia del Nord   | Ammesse al Gruppo II nel 2025     |
| 5   | Israele              | Ammesse al Gruppo II nel 2025     |
| 6   | Georgia              | Ammesse al Gruppo II nel 2025     |
| 7   | Estonia              | Ammesse al Gruppo II nel 2025     |
| 8   | Bosnia ed Erzegovina | Ammesse al Gruppo II nel 2025     |
| 9   | Kosovo               | Ammesse al Gruppo II nel 2025     |
| 10  | Marocco              | Retrocesse al Gruppo III nel 2025 |
| 11  | Malta                | Retrocesse al Gruppo III nel 2025 |

### Gruppo III

#### Europa
Data: 17-22 giugno 2024
Impianto: TBD
Superficie: cemento
Squadre partecipanti
- Albania
- Armenia
- Azerbaigian
- Cipro
- Finlandia
- Irlanda
- Islanda

- Lussemburgo
- Moldavia
- Montenegro
- San Marino

#### Africa
Data: 10-15 giugno 2024
Impianto: Nairobi Club, Nairobi, Kenya
Superficie: terra rossa
Squadre partecipanti
- Botswana
- Burundi
- Ghana
- Kenya
- Madagascar
- Mauritius

- Namibia
- Nigeria
- Seychelles
- Tunisia
- Uganda
- Zimbabwe

### Gruppo IV

#### Africa
Data: 10-15 giugno 2024
Impianto: Ecology Tennis Club, Kigali, Ruanda
Superficie: terra rossa
Squadre partecipanti
- Algeria
- Angola
- Camerun
- RD del Congo
- Etiopia
- Lesotho

- Mozambico
- Ruanda
- Senegal
- Seychelles
- Tanzania
- Togo